# Béraud III
Béraud III de Clermont-Sancerre (1380 - 28 juillet 1426 à Ardres) est le 9e dauphin d'Auvergne (1399-1426), comte de Sancerre (1419-1426) et seigneur de Sagonne (1419-1426),

## Biographie
Béraud III est le fils du dauphin Béraud II et de la comtesse Marguerite de Sancerre.
En 1423, Béraud III permet au roi Charles VII d'installer au château de Sagonne une garnison royale ainsi qu'à Sancerre et Vailly. Dans les chroniques à la date du 31 mars 1423, sous ses ordres combat Jean de Brosse (1375-1433), futur maréchal de France, qui est à la tête de cent hommes d'armes. Le 13 juillet 1425 il est nommé 16e Gouverneur du Dauphiné. Il est tué en Conseil du roi, le 28 juillet 1426, sous les yeux de Charles VII.
En 1409, Béraud III épouse en premières noces Jeanne de La Tour d'Auvergne (morte avant 1416), fille de Bertrand IV, seigneur de La Tour d'Auvergne et de Marie, comtesse d'Auvergne. De cette union, nait une fille unique, Jeanne Ire de Clermont-Sancerre (1412-1436), mariée à Louis Ier de Bourbon, comte de Montpensier.
Le 24 juillet 1426 « quatre jours avant sa mort » à Issoudun, il épouse en secondes noces Marguerite de Chauvigny, morte le 23 juillet 1473, fille de Guy II de Chauvigny, seigneur de Châteauroux, Déols, vicomte de Brosse et d'Antoinette Damas de Couzan.

## Source
- L'art de vérifier les dates des faits historiques, des chartes, des chroniques et autres anciens monuments, depuis la naissance de Notre-Seigneur. Volum 10, París 1818-1819